# Albizia kalkora
Albizia kalkora är en ärtväxtart som först beskrevs av William Roxburgh, och fick sitt nu gällande namn av David Prain. Albizia kalkora ingår i släktet Albizia och familjen ärtväxter. Inga underarter finns listade i Catalogue of Life.